# Lijst van bekende Oost-Timorezen
Hieronder staat een lijst van bekende Oost-Timorezen:
- Xanana Gusmão
- Marí Alkatiri
- José Ramos-Horta
- Martinho da Costa Lopes
- Francisco Xavier do Amaral
- Domingos Mendonça
- Tomé Diogo
- Nicolau dos Reis Lobato
- Carlos Filipe Ximenes Belo
- Avelino Coelho
- Mário Viegas Carrascalão
- Fernando de Araújo
- Alfredo Reinado
- Eurico Guterres